# Filmzensur
Unter Filmzensur versteht man die behördliche Kontrolle eines Staates, politisch einflussreicher Akteure (Parteien) oder von Rundfunkanstalten über Form und Inhalte von Filmen sowie ihre Verbreitung. Typische Gegenstände der Filmzensur sind Darstellungen, die zu strafbaren Handlungen ermutigen, besonders eindringliche Darstellungen von Grausamkeiten sowie Darstellungen, die im betreffenden Kulturkreis das Schamgefühl verletzen können (Nacktdarstellungen, sexuelle Handlungen). In manchen Gesellschaften, z. B. in totalitären Regimen, dient Filmzensur auch dazu, die Artikulation von politischem, ideologischem oder künstlerischem Widerspruch zu unterdrücken.
Das Spektrum der Maßnahmen der Filmzensur reicht von Schnittauflagen über Distributionseinschränkungen bis hin zum gänzlichen Verbot der Aufführung, des Vertriebs oder der Verbreitung eines Films. Gelegentlich wird die Produktion unerwünschter Filme von vornherein unterdrückt (siehe z. B. Nationalsozialistische Filmpolitik).

## Deutschland
Vor dem Ersten Weltkrieg waren die Länder für die Filmzensur, auch Oberprüfung genannt, zuständig. Preußen richtete 1912 die erste Landesstelle für Filmzensur in Berlin ein, um das regionale Chaos unterschiedlicher Filmfreigaben zu beenden. Im Ersten Weltkrieg waren die Militärbehörden für die Filmzensur zuständig. Nach 1918 fiel die Filmzensur zunächst völlig weg. Die Weimarer Verfassung von 1919 schränkte das Zensurverbot wieder ein.

### Kaiserreich
Hatte seit 1895 lediglich eine polizeiliche Nachzensur stattgefunden, erfolgte mit Erlass einer Polizeiverordnung des Polizeipräsidenten von Berlin vom 5. Mai 1906 die Einführung einer polizeilichen Vorzensur. Anlass war die Verfilmung der Flucht des Raubmörders Karl Rudolf Hennig unter dem Titel Die Flucht und Verfolgung des Raubmörders Rudolf Hennig über die Dächer von Berlin. Andere deutsche Länder erließen ähnliche Polizeiverordnungen. Zentrale Zensureinrichtungen gab es in den Polizeidirektionen von Berlin und München. Im Ersten Weltkrieg reagierten die Behörden widersprüchlich. Einerseits erhielten eine Reihe von Unternehmen die Lizenz für Filmaufnahmen an der Front, andererseits beschlagnahmten anfangs die Polizeipräsidien alles einschlägige Filmmaterial. Oskar Messter arbeitete dann für den Generalstab die Zensurbestimmungen für fotografische und kinematografische Bilder aus. Bilder von aktuellen Kriegsereignissen, Toten, Schwerverletzten, Waffen, Flugzeugen und militärischen Hafenanlagen wurden grundsätzlich verboten.

### Filmzensur in der Weimarer Republik

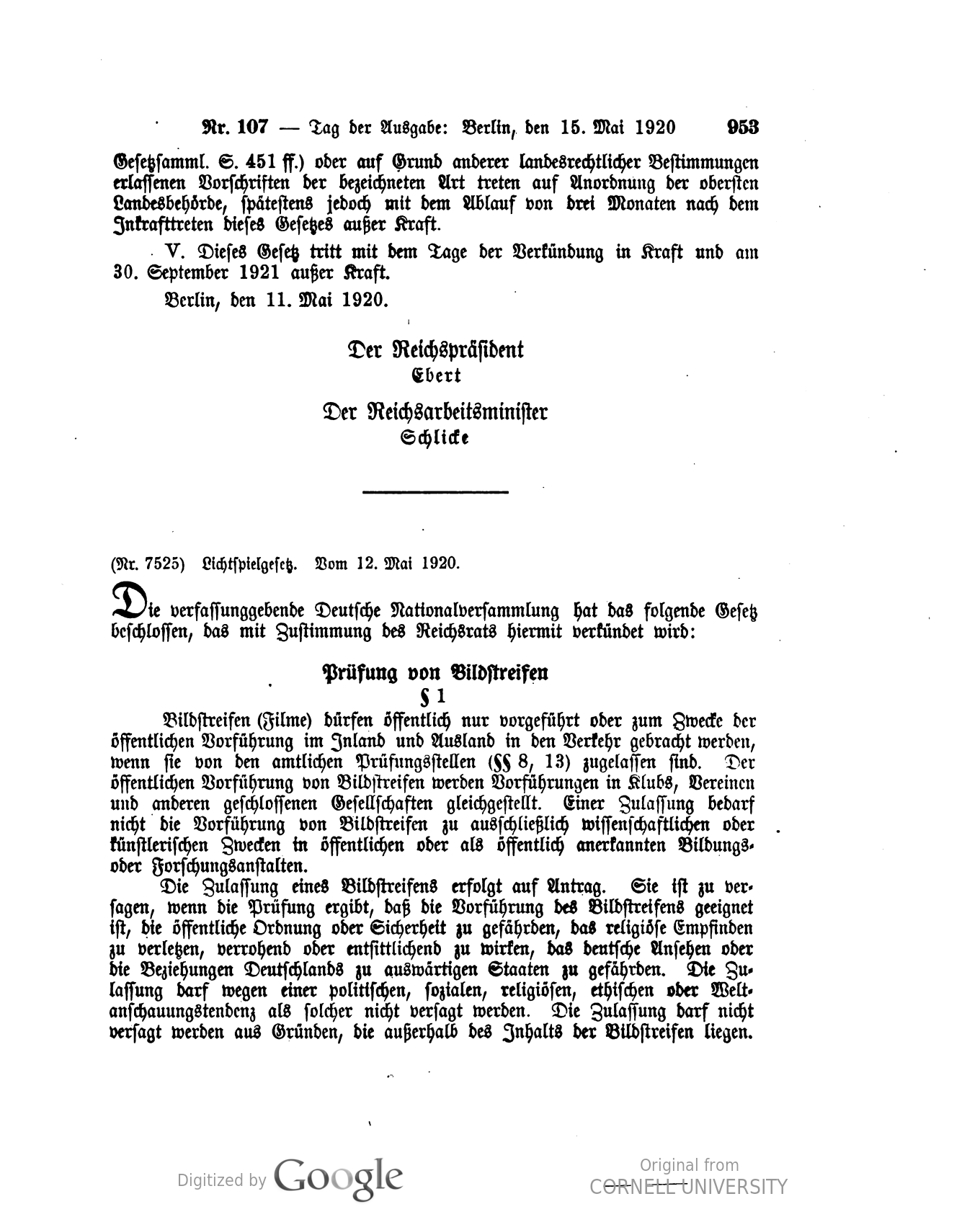
Lichtspielgesetz. Vom 12. Mai 1920, veröffentlicht im Deutschen Reichsgesetzblatt vom 15. Mai 1920

In der Weimarer Republik wurde die gesetzliche Grundlage zur Filmzensur mit dem Lichtspielgesetz vom 12. Mai 1920 geschaffen. Verantwortlich für die Durchführung waren die Filmprüfstelle in München und die Oberprüfstelle in Berlin. Gegenstand der Prüfung waren alle Filme, die nach Inkrafttreten des Gesetzes in Deutschland öffentlich aufgeführt werden sollten, d. h. auch ausländische Filme und solche, die bereits vor 1920 fertiggestellt bzw. aufgeführt worden sind. Auch die Filmtitel und das Werbematerial wurden geprüft. Die Zensur erfolgte in der liberal verfassten Weimarer Republik nach rein polizeilichen Gesichtspunkten. Verbotsgründe bestanden in der Gefährdung lebenswichtiger Interessen des Staates, der öffentlichen Ordnung oder Sicherheit.

### Filmzensur im nationalsozialistischen Deutschland
Mit dem Lichtspielgesetz vom 16. Februar 1934 wurde die Filmzensur in Deutschland erheblich verschärft. Erstens mussten alle Filme, die ihre Zulassung vor 1934 bereits erhalten hatten, nachgeprüft werden. Um zu verhindern, dass unerwünschte Filme künftig überhaupt hergestellt würden, wurde zweitens ein Reichsfilmdramaturg mit der Vorprüfung jedes Filmprojekts beauftragt. Drittens wurde der Katalog der Verbotsgründe erweitert. Von 1934 an konnte die Filmprüfstelle auch solche Filme verbieten, die geeignet schienen, „das nationalsozialistische, religiöse, sittliche oder künstlerische Empfinden zu verletzen, verrohend oder entsittlichend zu wirken, das deutsche Ansehen oder die Beziehungen Deutschlands zu auswärtigen Staaten zu gefährden“. Die Zensur wurde vom März 1934 an in Berlin zentralisiert, weshalb die bis dahin noch bestehende Zensurstelle München aufgelöst wurde.

### Alliierte Militärzensur (1945)
Nach Kriegsende richteten die alliierten Militärbehörden eigene Prüfungsstellen ein. Das bis dahin gültige Lichtspielgesetz vom 16. Februar 1934 wurde durch das Kontrollratsgesetz Nr. 60 vom 19. Dezember 1947 außer Kraft gesetzt. Von Anfang an liefen die Bestrebungen der West-Alliierten auf eine Selbstkontrolle der Filmwirtschaft hinaus. Treibende Kräfte waren der frühere UFA-Produzent Erich Pommer, damals Filmoffizier in der amerikanischen Armee sowie der Dokumentarfilmer Curt Oertel, der bereits im März 1947 die ersten, bis heute im Wesentlichen gültigen Grundsätze der FSK formulierte. In diesem Gremium stimmten sich folgende Institutionen ab: die Innenminister der Länder, die Kultusminister, die Landesjugendbehörden, die drei verschiedenen Filmwirtschaftsverbände (Produzenten, Verleiher, Kinobesitzer), die Kirchen und die 3 Militärregierungen.
Bereits unmittelbar nach der deutschen Kapitulation hatte das Oberkommando der alliierten Siegermächte gemäß der im Juni 1945 erlassenen „Nachrichtenkontrollvorschrift 2“ alle im Umlauf befindlichen Kopien deutscher Spielfilme zunächst beschlagnahmt. Diese Filme wurden dann geprüft und nur bei Unbedenklichkeit wieder zur Aufführung freigegeben („Kategorie A“). Jede Kopie musste mit einem „Filmvorführschein“ versehen sein, der die Freigabe des Films bestätigte. Einige Filme durften erst nach Schnittauflagen wieder gezeigt werden („Kategorie B“).
219 Filme blieben ganz verboten („Kategorie C“):
- Filme, die die Ideologie des Nationalsozialismus, des Faschismus oder der Rassenunterschiede verherrlichten,
- Filme, die Krieg und Militarismus idealisierten,
- Filme, die die deutsche Geschichte verfälschten,
- Filme, die die deutsche Wehrmacht verherrlichten,
- Filme, die Verachtung für die Alliierten, ihre Regierungen und ihre politischen Führer hervorriefen oder sie lächerlich machten,
- Filme, die deutsche Rachegedanken förderten,
- Filme, die religiöse Gefühle oder religiöse Bräuche kritisierten oder lächerlich machten,
- Filme, die Gedanken oder Taten von deutschen politischen Führern idealisierten, deren Ansichten imperialistisch waren,
- Filme, an denen ein NSDAP-Mitglied als Produzent, Produktionsleiter, Regisseur, Autor, Drehbuchautor, Darsteller, Komponist oder Musikbearbeiter mitgewirkt hatte.

Die alliierten Militärbehörden ordneten auch „Berufsverbote“ für Filmkünstler und Darsteller an, die an nationalsozialistischen Propagandafilmen mitgewirkt hatten, wie Veit Harlan und Kristina Söderbaum, aber auch z. B. Georg Jacoby, Ilse Werner und Sybille Schmitz. Auch jeder Filmvorführer benötigte eine Genehmigung und Registrierung durch die alliierten Behörden.

### Zensur in der Bundesrepublik Deutschland
Nach der Verabschiedung des Grundgesetzes kündigte Erich Pommer das Auslaufen der amerikanischen Militärzensur zum 15. Juli 1949 an. Am 17. / 18. Juni 1949 begann die definitive Arbeitsaufnahme der FSK. Manche der von den Alliierten verbotenen Filme blieben nach 1949 sogenannte Vorbehaltsfilme und dürfen nur in geschlossenen Veranstaltungen und mit einer kompetenten Einführung gezeigt werden. Die Nutzungsrechte dieser Filme liegen bei der Friedrich-Wilhelm-Murnau-Stiftung, die nur derartige Aufführungen gestattet. Eine Vervielfältigung oder Verbreitung der Vorbehaltsfilme wird von der Stiftung nicht gestattet.
Der Großteil der unter alliierter Militärzensur verbotenen Filme durfte aber nach 1949 ohne Beschränkungen aufgeführt werden. Die allermeisten Filme erhielten von der FSK eine Altersfreigabe.
In der Bundesrepublik Deutschland ist eine allgemeine Zensur durch Art. 5 Abs. 1 Satz 3 Grundgesetz verboten. Um Verstöße gegen das Jugendschutzgesetz zu kontrollieren und zu ahnden, werden Filme und andere Medien jedoch von der Bundesprüfstelle für jugendgefährdende Medien geprüft.
Trotzdem wurde Filmzensur durch § 5 Satz 1 Gesetz zur Überwachung strafrechtlicher und anderer Verbringungsverbote (VerbrVerbB) umgesetzt:
Es ist verboten, Filme, die nach ihrem Inhalt dazu geeignet sind, als Propagandamittel gegen die freiheitliche demokratische Grundordnung oder gegen den Gedanken der Völkerverständigung zu wirken, in den räumlichen Geltungsbereich dieses Gesetzes zu verbringen, soweit dies dem Zweck der Verbreitung dient.
Auf Basis dieses Paragraphen wurden beispielsweise 1963 vom Bundesamt für gewerbliche Wirtschaft (heute BAFA) die freie Aufführung der Filme Alexander Newski von Sergei Eisenstein und Das höhere Prinzip von Jiři Krejcik, der den Terror der Deutschen in Tschechien nach dem Heydrich-Attentat schildert, verboten, beide wegen angeblich deutschfeindlicher Szenen.
Für den Bereich des Films ist in Deutschland auch der § 131 StGB wichtig, der die Verbreitung (aber nicht den Besitz, nach einigen Urteilen auch nicht den bloßen Verkauf) gewaltverherrlichender Schriften unter Strafe stellt. Zahlreiche DVDs oder Video-Filme, die teilweise den Rang von Klassikern ihrer Genres besitzen (z. B. Blood Feast von H. G. Lewis, The Texas Chain Saw Massacre von Tobe Hooper, Dawn of the Dead von George A. Romero oder aber auch Braindead von Peter Jackson), und außerhalb Deutschlands frei erhältlich sind, wurden und werden in Deutschland auf Grund des § 131 beschlagnahmt und sind somit auch für Erwachsene kaum ungekürzt zugänglich. Andere Filme werden, zur Vermeidung einer Beschlagnahmung, nur in einer stark geschnittenen, speziell für den deutschen Markt entschärften Version veröffentlicht.
Da sich alle Mitglieder der SPIO dazu verpflichtet haben, nur Filme mit FSK-Freigabe ins Kino zu bringen, kommt es in manchen Fällen dazu, dass auch Erwachsene einen Film nicht oder nicht ungeschnitten im Kino anschauen können. Ein Beispiel dafür ist der Film The Punisher, den die FSK nur in einer geschnittenen Fassung mit „Keine Jugendfreigabe“ eingestuft hat. Generell führen die Grundsätze der FSK recht strikte Kriterien auf, unter denen ein Film überhaupt freigegeben werden kann. So dürfen Filme, die das „sittliche oder religiöse Empfinden“ verletzen, keine Einstufung erhalten. Diese Bestimmung spielt heute keine allzu große Rolle mehr; 1983 wurde allerdings Herbert Achternbuschs religionskritischem Film Das Gespenst mit ebendieser Begründung eine Einstufung verweigert. Auch was die (nicht-pornographische) Darstellung von Sexualität anbelangt, zeichnet sich bei der FSK (ebenso wie bei der BpjM) eine liberalere Urteilspraxis ab. Kritisch sind nach wie vor Gewaltdarstellungen und BDSM.
Auch ein Interministerieller Ausschuß für Ost-West-Filmfragen, der gegenüber dem Bundesamt für die gewerbliche Wirtschaft eine beratende Funktion hatte, veranlasste in den 1950er und 1960er Jahren zahlreiche, politisch motivierte Aufführungsverbote. Außerdem ist zu beachten, dass in Deutschland die kommerzielle Aufführung von Filmen auch gegenwärtig nur mit einer behördlichen Genehmigung möglich ist.

### Zensur-Beispiele im öffentlich-rechtlichen Fernsehen
Es existieren zahlreiche Zensurfälle im öffentlich-rechtlichen Fernsehen. Bis in die 1980er Jahre waren, wie Rager und Rombach umfangreich dokumentieren, vor allem Filme mit vermeintlich links eingeschätzten Themen betroffen.
Der WDR setzte 1970 die Besprechung des Films Bambule von Ulrike Meinhof ab. Erst 1994 wurde dieser Film im öffentlich-rechtlichen Fernsehen gezeigt.
Der Film Rote Fahnen sieht man besser lief zunächst mit einem Song des DKP-nahen Sängers Dieter Süverkrüp in den 3. Programmen von Hessischem Rundfunk und WDR, wurde aber von der ARD erst dann ebenfalls gesendet, nachdem dieser Song herausgeschnitten worden war.
Häufig wurde der Vorwurf vorgeblich mangelnder Ausgewogenheit zum Anlass für Absetzungen von Filmen deklariert. Dies betraf 1976 die WDR Fernsehserie Der Betriebsrat – ein Kurs für Arbeitnehmer. Anzuführen ist ferner die Sendefolge Glashaus des WDR, konzipiert als Forum der Kritik am Fernsehen. Die für den 5. Dezember 1976 vorgesehene Glashaus-Sendung wurde nicht ausgestrahlt: „Inhaltliche und formale Gründe“, vorgetragen vom damaligen WDR-Direktor Werner Höfer, verhinderten dies.
Oft zensiert wurden Sendungen für Jugendliche. So nahm der Bayerische Rundfunk im Sommer 1971 seine Jugendsendung Zoom aus dem Programm – Begründung: vorgebliche Agitation. Insbesondere diese Rundfunkanstalt praktizierte wiederholt ein Ausscheren aus dem Gemeinschaftsprogramm der ARD. Insbesondere sexual-moralische Beweggründe wurden seitens des BR vorgebracht, um das Nicht-Senden der Filme in der ARD im Bundesland Bayern zu rechtfertigen. Betroffen waren „Nicht der Homosexuelle ist pervers, sondern die Situation, in der er lebt“ des Regisseurs Rosa von Praunheim im Jahre 1971 sowie 1977 der Wolfgang Petersen Film „Die Konsequenz“.

### Deutsche Demokratische Republik
Obwohl die 1968 novellierte Verfassung der DDR Freiheit der Meinungsäußerung versprach und eine Zensur sogar explizit ausschloss, nahm die SED sich stets die Freiheit, eine Zensur, wo sie politisch geboten schien, auch ohne rechtliche Grundlage durchzuführen. Progress Film hatte als Filmverleih in der DDR ein Monopol.
Charakteristisch für die Zensurpraxis in der DDR war die Unsicherheit über die Regeln, welche Filme zu unterdrücken und welche zu erlauben seien. Da die Zensur offiziell gar nicht existierte, gab es auch keine Richtlinien. Keiner der schließlich verbotenen Filme war staats- oder parteifeindlich, sie artikulierten höchstens die Sehnsucht nach einem verbesserten, menschlicheren Sozialismus. Manche Filme wurden erst nach Schnittauflagen aufgeführt. Aus Ernesto Remanis Film „Die Schönste“ (1957) musste eine Szene herausgeschnitten werden, in der auf dem Küchentisch einer West-Berliner Arbeiterfamilie Bananen und Ananas lagen; das Leben im Westen durfte nicht attraktiver dargestellt werden als das im Osten. Charakteristisch für die Verhältnisse in der DDR war auch die „Schere im Kopf“, d. h. die Selbstzensur der Filmemacher, die ständig darüber besorgt waren, ob ihre Produktionen zur Aufführung gelangen würden. Bei manchen Künstlern ging die Unterordnung so weit, dass sie weniger angepasste Kollegen auf das Heftigste beargwöhnten. Das Ergebnis war ein nationales Kino, in dem künstlerische Neuerungen und Experimente noch weitaus seltener gewagt wurden als in vielen anderen sozialistischen Staaten. Selbst Filme aus der UdSSR durften in der DDR gelegentlich nicht aufgeführt werden (z. B. Die Reue, georgisch: მონანიება, Monanieba, russ. Pokajanie, Tengis Abuladse, 1984, Uraufführung in der UdSSR 1987). Der Tod Stalins brachte in der DDR nur ein kurzes politisches „Tauwetter“; hinsichtlich der Filmproduktion währte die Liberalisierung sogar nur von 1962 bis 1965. Im Jahr 1965 erging Aufführverbot für eine Reihe von Filmen, die als Kellerfilme bezeichnet werden, da sie im Archiv verschwanden.
Verbotene DEFA-Filme (Auswahl):
- Das Beil von Wandsbek (Falk Harnack, 1950; 1951 „zurückgezogen“, 1962 gekürzte Fassung, 1981 Rekonstruktion der Urfassung)
- Sonnensucher (Konrad Wolf, 1958)
- Das Kaninchen bin ich (Kurt Maetzig, 1964/65)
- Denk bloß nicht, ich heule (Frank Vogel, 1965)
- Berlin um die Ecke (Gerhard Klein, 1965)
- Jahrgang 45 (Jürgen Böttcher, 1965)
- Karla (Herrmann Zschoche, 1965)
- Spur der Steine (Frank Beyer, 1966)
- Der verlorene Engel (Ralf Kirsten, 1966)
- Jadup und Boel (Rainer Simon, 1980)

## Schweiz
Die Schweiz hat keine zentrale Behörde, welche Filme begutachtet; jeder Kanton beschließt eigene Altersbeschränkungen für Filme, die im Kino gezeigt werden. Gewisse filmische Werke sind seit 1989 durch Art. 135 des Strafgesetzbuches aber generell verboten:

„Wer Ton- oder Bildaufnahmen, […] die, ohne schutzwürdigen kulturellen oder wissenschaftlichen Wert zu haben, grausame Gewalttätigkeiten gegen Menschen oder Tiere eindringlich darstellen und dabei die elementare Würde des Menschen in schwerer Weise verletzen, herstellt, einführt, lagert, in Verkehr bringt, anpreist, ausstellt, anbietet, zeigt, überlässt oder zugänglich macht, wird mit Gefängnis oder mit Busse bestraft.“

Seit dem Jahr 2002 ist auch der bloße Besitz solcher Gegenstände strafbar. Ebenso gibt es Gesetzesartikel, die sich gegen gewaltverherrlichende und zu Gewalt aufrufende Filme richten. Art. 261bis, die sogenannte Rassismus-Strafnorm, verbietet Hetze gegen ethnische Gruppen.
Die sogenannte „Verbotsliste“ hat für die Gerichte und die Polizeibehörden lediglich eine beratende Funktion. Sie wird vom Schweizerischen Video-Verband (Kontaktadresse: Rainbow Video AG, 4133 Pratteln) und von der Stadtpolizei Bern bearbeitet. Sie kann dort auch angefordert werden.
Nennenswerte Filme auf der schweizerischen Verbotliste:
- „Blutgeil“, von „Seelenlos“ (Pseudonym) et al
- „Braindead“ von Peter Jackson, dem späteren Regisseur der Herr-der-Ringe-Filme
- Die „Day of the Dead“-Trilogie von George Romero. „Day of the Dead“ wurde im Herbst 2005 vom Schweizer Fernsehen SF DRS gezeigt.
- „Tanz der Teufel“, vom französischsprachigen Westschweizer Sender gezeigt
- „The Texas Chain Saw Massacre“ von Tobe Hooper.

Die „Verbotsliste“ hat keinen bindenden Charakter und es ist zuweilen möglich, die bekannteren Filme wie „Braindead“ in größeren Geschäften wie dem Media Markt zu erstehen, da die Liste eigentlich nicht publiziert wird und die Händler und Käufer aus diesem Grund nicht über ihren Inhalt informiert sind.
Am bekanntesten ist die Schweizer Filmzensur durch das Verbot von Stanley Kubricks „Wege zum Ruhm“ von 1958 bis 1970; das Verbot wurde allerdings vom Bundesrat erlassen. Im Kanton Uri ist 2013 das Filmzensurgesetz aufgehoben worden.

## USA
In den USA existierte bis 1930 eine Filmzensur nur in einzelnen Bundesstaaten. Nachdem verschiedene gesellschaftliche Interessengruppen sich öffentlich für die Einführung einer allgemeinen Filmzensur einsetzten, kam die Filmindustrie der Schaffung einer nationalen Zensurbehörde durch Einführung einer Selbstzensur zuvor. Der 1930 eingeführte Motion Picture Production Code („Hays Code“) untersagte u. a. die vorteilhafte Darstellung krimineller Handlungen, die Darstellung von Grausamkeiten, sexuelle Darstellungen, Nacktheit, Obszönität, Vulgarität sowie die Verletzung religiöser und nationaler Gefühle. Nachdem in den 1960er Jahren ein gesellschaftlicher Wertewandel einsetzte und Filme, die mit dem Production Code nicht ganz zu vereinbaren waren, zunehmend Billigung fanden, wurde der Code schließlich wieder aufgegeben und 1968 durch ein Bewertungssystem (MPAA film rating system) abgelöst, bei dem lediglich die Eignung von Filmen für bestimmte Altersgruppen geprüft wird.

## Russland/Sowjetunion
Die Zensur im zaristischen Russland war eine der schärfsten in Europa. Nach der gescheiterten Revolution von 1905 war es im Film praktisch unmöglich, zeitgenössische Probleme zu behandeln. Um mit der Zensur nicht in Konflikt zu geraten, wichen die Filmemacher oft auf historische Sujets oder klassische Werke der russischen Literatur aus. Erst nach der Februarrevolution 1917 wurde die Filmzensur vorübergehend aufgehoben.
Auf die Oktoberrevolution folgte jedoch die Verstaatlichung der russischen Filmindustrie, die damit der Kontrolle des Sowjetstaats unterstellt und erneut für die Zensur geöffnet wurde. Nach vorübergehender Lockerung unter Lenins Neuer Ökonomischer Politik erfolgte die Verstaatlichung endgültig am Ende des Jahres 1922 mit der Einrichtung der zentralen Koordinationsgesellschaft Goskino, aus der 1925 der Sowkino-Trust wurde. Die 1922 bzw. 1923 eingerichteten sowjetischen Zensurbehörden hießen Glawlit (Главлит) und Glawrepertkom (Главрепертком). Nach einem Beschluss des Sekretariats des Zentralkomitees der KPdSU mussten der Zensurbehörde ab Ende 1928 auch alle Drehbücher vorgelegt werden. Darüber hinaus wurden staatlich bestellte Zensoren als politische Kontrolleure in die Filmstudios entsandt und zu Mitgliedern so genannter „Künstlerischer Räte“ berufen, die in den laufenden Prozess einer Filmproduktion korrigierend eingreifen konnten. Seit 1930 entschied eine „Repertoirekommission“ jedes Jahr von neuem, welche Filme aus der bisherigen Gesamtproduktion weiterhin gezeigt werden durften.
Einheitliche Richtlinien, an denen sich die Zensurbehörde beim Verbot oder bei der Zulassung von Filmen orientieren konnte, existierten in der UdSSR zu keinem Zeitpunkt. Als oberster Zensor des Landes verbot Stalin einzelne Filme auch nach eigenem Ermessen. Nicht nur einzelne Filme, sogar ganze Gruppen von Filmen wurden aus den Kinoprogrammen genommen und in den Giftschrank gestellt; nach dem Abschluss des deutsch-sowjetischen Nichtangriffspaktes z. B. wurden alle sowjetischen Filme, die den Nationalsozialismus anprangerten, aus dem Verkehr gezogen. Nach Stalins Tod und der einsetzenden Kritik am Personenkult verschwanden alle Filme, die Stalin verherrlicht hatten.
Von 1928 bis 1953 wurde die Freiheit der Filmemacher von der stalinistischen Doktrin des Sozialistischen Realismus noch stärker eingeschränkt als von der Zensur. Während des politischen „Tauwetters“ in der Zeit Chruschtschows fand vorübergehend eine gewisse Liberalisierung statt, die nach Chruschtschows Ablösung durch Breschnew (1964) jedoch rückgängig gemacht wurde. Abgeschafft wurde die Filmzensur in einzelnen Republiken der Sowjetunion erst, nachdem sie 1991 unabhängig wurden.
Verbotene sowjetische Filme (Auswahl):
- Die Beshin-Wiese (Beschin lug, Sergei Eisenstein, 1935–37)
- Einfache Menschen (Prostyje ljudi, Grigori Kosinzew, Leonid Trauberg, 1945/1956)
- Admiral Nachimow (Admiral Nachimow, Wsewolod Pudowkin, 1946)
- Das große Leben (Bolschaja schisn, Leonid Lukow, Teil 2, 1946/1958)
- Iwan, der Schreckliche (Iwan Grosny, Teil 2, Sergei Eisenstein, 1946/1958)
- Herzlich willkommen oder Unbefugten Eintritt verboten (Dobro poschalowat, ili Postoronnim wchod wospreschtschön, Elem Klimow, 1964)
- Andrej Rubljow (Andrei Tarkowski, 1966/1971)
- Die Kommissarin (Kommissar, Alexander Askoldow, 1967), 1988 aufgeführt
- Die Reue (georgisch: მონანიება, Monanieba, russ. Pokajanie, Tengis Abuladse, 1984), 1987 aufgeführt.

Seit 1. Juli 2014 brauchen Kinofilme in Russland eine behördliche Verleihbewilligung.

## Tschechoslowakei
In der ČSSR unterlagen einige  der in der tschechischen Neuen Welle der frühen 1960er Jahre entstandenen Filme einem öffentliche Aufführungsverbot, darunter einige von Pavel Juráček, Jiří Menzel und Věra Chytilová. Nach der Niederschlagung des Prager Frühlings durch Truppen des Warschauer Pakts 1968 verschärfte sich diese Zensur noch, dann während der sogenannten „Normalisierung“ noch einmal.

## Ungarn
Prominentester ungarischer Verbotsfilm dürfte der Film Der Zeuge (A tanú) von Péter Bacsó aus dem Jahr 1969 sein, der leicht zensiert erstmals 1981 beim Filmfestival Cannes gezeigt werden konnte, dann im Jahr 2019 noch einmal in vollständiger Fassung.

## Polen
Aufgrund der vergleichsweise großen künstlerischen Freiräume seiner im Gefolge des poststalinistischen „Tauwetters“ ab Mitte der 1950er Jahre entstandenen „Filmischen Arbeitsgruppen“ [Zespoły Filmowe] konnten in Polen – anders als in seinen Nachbarländern mit eher präventiver Zensur – zahlreiche Filme produziert werden, die erst im Nachhinein von den Behörden verboten wurden, und später zwischen 1981 und 1991 dann alle doch gezeigt werden konnten.

## China
Die Zensur in der Volksrepublik China spielt bis heute eine große Rolle. Viele im Westen erfolgreiche Filme sind oder waren in China verboten, so kann zum Beispiel Beijing Bicycle, der auf der Berlinale lief, erst seit kurzem auch in China offiziell gezeigt werden. Und auch einer der erfolgreichsten chinesischen Filme aller Zeiten, Zhang Yimous Lebewohl, meine Konkubine, sollte eigentlich verboten werden. Erst nachdem sich Deng Xiaoping höchstpersönlich für den Film ausgesprochen hatte und einige Szenen herausgeschnitten wurden, konnte er auch in China gezeigt werden. Auch Umwelt-Dokumentationen wurden zensiert.
Zhang Yimous in Zeiten der Kulturrevolution angesiedelte Tragikomödie Eine Sekunde wurde im Februar 2019 aus dem Wettbewerb der 69. Berlinale genommen, offiziell aufgrund von „technischen Problemen“ in der Nachproduktion. Der Film wurde erst Ende Oktober 2020 in den chinesischen Kinos veröffentlicht.

## Spanien
Auf Veranlassung der rechtskonservativen Vox (Partei) wurden 2023 Filme und Theaterstücke abgesetzt, so der Pixar-Film Lightyear. Darin küssen sich zwei Frauen.

## Beispiele für Filmzensur im weiteren Sinne
Unter „Filmzensur“ versteht man die Kontrolle, die ein Staat über seine Behörden auf Form und Inhalte von Filmen sowie ihre Verbreitung ausübt. Wenn nichtstaatliche Einrichtungen wie Sendeanstalten oder Filmproduktionsgesellschaften entsprechende Maßnahmen in eigener Initiative und ohne direkten staatlichen Druck durchführen, ist die Verwendung des Begriffs „Zensur“ – so verbreitet sie umgangssprachlich auch sein mag – problematisch.

### Synchronisation von Filmen
Eine subtilere Form der Zensur findet sich manchmal bei der Synchronisation von Filmen, indem missliebige Inhalte des Originaltextes falsch oder gar nicht übersetzt werden. Berühmte Beispiele sind die spanische Version von Casablanca unter der Franco-Diktatur (das Liebespaar mutierte zu Geschwistern), die deutsche Nachkriegs-Version von Roberto Rossellinis Rom, offene Stadt (der kommunistische Partisan wurde wortwörtlich zum Schweigen gebracht) ebenso wie in Alfred Hitchcocks Notorious eine Verschwörung von Alt-Nazis in einen Rauschgiftring mutierte. Es gibt auch eine bundesdeutsche Version von Casablanca aus den 1950ern, in der jegliche Referenz auf das Dritte Reich getilgt ist.
In Paul Verhoevens kontroversen Science-Fiction-Klassiker Starship Troopers schwächt dagegen die deutsche Synchronisation den markanten Unterschied zwischen „Bürgern“ und „Zivilisten“ ab, wodurch die politisch-satirische Komponente des Films verloren geht.

### Bearbeitung von Filmen für die Fernsehausstrahlung
In den USA legen Sendeanstalten Filmen, die im frei-empfangbaren Fernsehen (public broadcast) über terrestrische Sender ausgestrahlt werden sollen, strenge Richtlinien auf. Um diesen Richtlinien zu entsprechen, müssen die Produktionsgesellschaften von einem Film häufig eine spezielle Fernsehversion anfertigen, in der durch zum Teil umfangreiche Schnitte und Retuschen alles unkenntlich gemacht ist, was für ein breiteres Publikum ungeeignet erscheint. Gegenstand dieser Art von Zensur (broadcast censorship) sind v. a. Nacktdarstellungen (nudity) und obszöne Sprache (strong language).